# Seu Jorge
Seu Jorge, właśc. Jorge Mário da Silva (ur. 8 czerwca 1970 w Belford Roxo) – brazylijski muzyk, piosenkarz, autor tekstów i aktor.

## Życiorys
Urodził się w Belford Roxo w stanie Rio de Janeiro jako najstarszy z czworga synów. Dorastał w faweli w sąsiedztwie Gogó da Ema, w Belford Roxo z młodszymi braćmi – Charlesem, Vitório i Rogério. Gdy miał zaledwie 10 lat zaczął pracować w sklepie z oponami. Dorabiał też jak kurier, stolarz i obierał ziemniaki w barze. W latach 1989–1990 służył w armii brazylijskiej w Rio de Janeiro, ale nie przystosował się do wojskowego stylu życia i został wydalony w styczniu 1990. 
Na imprezach zaczął śpiewać utwory funkowe i w stylu samby z ojcem i braćmi. W 1990 jego młodszy brat Vitório zmarł w wieku 16 lat, zastrzelony podczas zamieszek między rywalizującymi gangami. Seu Jorge został bezdomny na ok. trzy lata. Na ulicach Rio de Janeiro nauczył się gry na gitarze. Zwrot nastąpił, gdy Gabriel Moura, bratanek klarnecisty Paulo Moura, zaprosił go do udziału w spektaklu zatytułowanym Saga mąki (A saga da farinha), w którym Gabriel był dyrektorem muzycznym. W końcu wziął udział w ponad 20 przedstawieniach z TUERJ Theatre Company jako piosenkarz i aktor. Ponieważ nie miał gdzie spać, Seu Jorge w latach 1993–1997 spał w teatrze.
W połowie lat 90. Seu Jorge założył grupę Farofa Carioca, w której twórczości było można znaleźć elementy samby, jongo, reggae, funku, rapu i dance. Zespół nagrał trzy płyty. W 1999 debiutował solowym albumem Samba Esporte Fino, który stał się płytą roku w Brazylii. W 2005 w Paryżu powstała druga płyta Cru, wyprodukowana przez Gringo de Paradę, jednego z założycieli Favela Chic. Poza autorskimi nagraniami znalazły się przeróbki utworu „Chatterton” Serge’a Gainsbourga i „Don’t” Elvisa Presleya.
Artysta chętnie występuje w filmach kinowych i produkcjach telewizyjnych. Najgłośniejszą rolę zagrał w dreszczowcu Fernanda Meirellesa Miasto Boga (Cidade de Deus, 2002), znaczącą kreację stworzył także w komediodramacie Wesa Andersona Podwodne życie ze Steve’em Zissou (The Life Aquatic with Steve Zissou, 2004) jako Pelé. Na potrzeby soundtracku do tego filmu przerobił przeboje Davida Bowie, „Rebel Rebel” i „Starman”.
W latach 2013–2016 był żonaty z Marianą Jorge, z którą ma trzy córki: Marię Aimée, Flor de Marię i Luz Bellę.

## Albumy solowe
- Samba Esporte Fino (2001)
- Cru (2005)
- The Life Aquatic Studio Sessions (2005)
- América Brasil O Disco (2007)
- Seu Jorge & Almaz (2010)
- Músicas para Churrasco, Vol. 1 (2011)
- Músicas para Churrasco, Vol. 2 (2015)

## Filmografia
- 2002: Miasto Boga (Cidade de Deus) jako Mané Galinha – Knockout Ned
- 2002: Rytmy Brazylii (Moro no Brasil) w roli samego siebie
- 2004: Podwodne życie ze Steve’em Zissou (The Life Aquatic with Steve Zissou) jako Pelé dos Santos
- 2005: Dom z piasku (The House of Sand) jako Massu – 1910–1919
- 2006: Elipsis jako Coyote
- 2007: Sleepwalkers (instalacja wideo)
- 2008: The Escapist jako Viv Batista
- 2008: Carmo jako Amparo de Jesús
- 2010: Elitarni – Ostatnie starcie (The Elite Squad 2) jako Beirada
- 2011: Anderson Silva: Like Water (dokumentalny) w roli samego siebie
- 2012: Królowie i myszy (Reis e Ratos) jako Américo Vilarinho
- 2012: E Aí... Comeu? jako Seu Jorge, kelner
- 2012: Miasto Boga – 10 lat później (City of God - 10 Years Later, dokumentalny)
- 2016: Pelé. Narodziny legendy (Pelé: Birth of a Legend) jako Dondinho, ojciec Pelégo
- 2017: Soundtrack jako Cao
- 2018: Paraíso Perdido jako Teylor
- 2019: Abe gotuje (Abe) jako Chico
- 2019: Marighella jako Carlos Marighella
- 2019: Bractwo (''Brotherhood, serial internetowy) jako Edison
- 2021: Pixinguinha, Um Homem Carinhoso jako Pixinguinha
- 2022: Medida Provisória jako Andre
- 2022: Wrześniowe poranki (Manhãs de Setembro) jako Lourenço